# Flik 51J
A Fliegerkompanie 51 (rövidítve Flik 51, magyarul 51. repülőszázad) az osztrák-magyar légierő egyik kiemelkedően eredményes repülőszázada volt. Számos híres vadászpilóta szolgált benne, köztük volt két századparancsnok: Benno Fiala von Fernbrugg és Franz Rudorfer is.

## Története
A századot az ausztriai Straßhofban állították fel, majd kiképzése után 1917. július 3-án az olasz frontra, a ma Szlovéniához tartozó Haidenschaftba irányították. 1917. július 25-én az egész légierőt átszervezték; ennek során az egységet vadászszázaddá (Jagdflieger-kompanie 51, Flik 50J) alakították át. Októberben a 2. Isonzó-hadsereg Boroevic-csoportjának alárendeltségében vett részt a caporettói áttörésben. 1918 nyarán a második piavei csata idején az Isonzó-hadsereg részét képezte és Ghirano, valamint Campoformido reptereiről indult bevetésekre.
A háború után a teljes osztrák légierővel együtt felszámolták.

## Századparancsnokok
- Wedige von Froreich lovassági százados
- Benno Fiala von Fernbrugg százados
- Franz Rudorfer hadnagy

## Ászpilóták
| Név                       | A században szerzett légi győzelem |
| ------------------------- | ---------------------------------- |
| Benno Fiala von Fernbrugg | 19                                 |
| Frank Linke-Crawford      | 4                                  |
| Eugen Bönsch              | 16                                 |
| Fejes István              | 10                                 |
| Franz Rudorfer            | 10                                 |
| Tahi Sándor               | 3                                  |
| Ludwig Hautzmayer         | 1                                  |
| Összesen:                 | 63 igazolt légi győzelem           |

## Századjelzés
Az 1918 elején bevezetett rendelkezés előírta az egység gépeinek feketére festését, de általában csak a jelzések és jelvények voltak feketék. Az Isonzó-hadsereg kötelékében a repülők keréktárcsája fehér lett, a törzs oldalára pedig hatágú csillagot festettek.

## Repülőgépek
A század pilótái az alábbi gépeket repülték:
- Albatros D.III
- Hansa-Brandenburg D.I